# Kostka OLAP

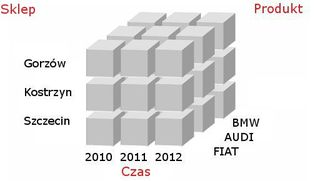
Kostka OLAP

Kostka OLAP (ang. OLAP cube) – struktura danych, która pozwala na szybką analizę danych. Przechowuje ona dane w sposób bardziej przypominający wielowymiarowe arkusze kalkulacyjne niż tradycyjną, relacyjną bazę danych. Można ją również zdefiniować jako zdolność manipulowania i analizowania danych z różnych punktów widzenia. Rozmieszczenie danych w kostkach pokonuje ograniczenia relacyjnych baz danych.
Kostki OLAP mogą być uważane za rozszerzenie dwuwymiarowej tabeli arkusza kalkulacyjnego. Na przykład przedsiębiorstwo może chcieć dokonać analizy danych finansowych w oparciu o produkt, czas, miasto, według rodzaju dochodu i kosztu i poprzez porównanie rzeczywistych danych z budżetem. Te dodatkowe metody dokonywania rozbioru danych są znane jako wymiary. Ponieważ w systemie OLAP może być więcej niż trzy wymiary, czasami używa się określenia hiperkostka (hypercube).

## Budowa kostki
Każda kostka składa się z wymiarów i miar, czyli analizowanych wartości. Przykładowa kostka danych zbudowana w oparciu o następujące wymiary: produkt, sklep oraz czas, gdzie w poszczególnych komórkach kostki znajdują się wartości miar, np. liczba sprzedanych sztuk czy wartość sprzedaży dostarczy użytkownikowi końcowemu informacji, jaka była ilość sprzedanego towaru (lub grup) w danym sklepie lub sklepach w konkretnym przedziale czasu (można porównywać np. odpowiadające sobie okresy różnych lat).
Miary to wskaźniki numeryczne (ile), wymiary reprezentują dane opisowe (kto, co). Wymiary mogą być podzielone na poziomy.

## Typowe operacje
- Zwijanie – (agregacja), czyli uogólnienie danych,
- Rozwijanie – dane stają się bardziej szczegółowe,
- Selekcja – wybór danych interesujących analityka,
- Projekcja – zmniejszenie liczby wymiarów,
- Wycinanie – połączenie selekcji z projekcją,
- Sortowanie – tworzenie rankingów,
- Obracanie – zmiana perspektywy oglądania danych.

## Podział kostek
Kostki można podzielić na tzw.:
- kostki fizyczne (ang. physical cube) – posiadają one w swoich komórkach już przeliczone i zagregowane dane;
- wirtualne (ang. virtual cube) – powstają one z kostek fizycznych, mogą mieć swoje własne miary, lecz wymiary dziedziczą po kostkach fizycznych z których powstają.